# Félix Jeantet
Pour les articles homonymes, voir Jeantet.
Félix Jeantet, né à Saint-Claude (Jura) le 23 novembre 1855 et mort à Paris le 7 juin 1932,, est un poète, journaliste et critique d'art français de la fin du XIXe siècle et du début du XXe siècle.

## Biographie
Avocat à la cour d'appel et membre de la conférence Molé-Tocqueville (qu'il préside jusqu'en 1886), Félix Jeantet délaisse bientôt le barreau au profit d'une carrière littéraire.
Proche des Parnassiens et notamment de François Coppée, il est remarqué par la critique en 1887 grâce à la publication d'un recueil de poésies, Les Plastiques (G. Charpentier et Cie). En 1889, il est nommé officier d'Académie.
De 1892 à 1901, Jeantet est le rédacteur en chef puis le directeur littéraire de La Revue hebdomadaire de Pierre Mainguet, dans laquelle il utilise à l'occasion le pseudonyme de Claude Bienne (référence à sa ville natale, traversée par la Bienne). Il contribue également à de nombreuses autres publications. En 1902, il fonde avec René-Marc Ferry la revue littéraire bimensuelle Minerva dont les collaborateurs les plus réguliers sont Frédéric Plessis, Henry Bordeaux, André Beaunier, Jacques Bainville, Jean Renouard, Frantz Funck-Brentano, Arthur Chuquet, Dauphin Meunier et Charles Maurras.
En octobre 1894, Félix Jeantet épouse Marguerite Chavin à Saint-Claude. Le couple aura une fille, Élisabeth, ainsi que trois fils : Louis (homme d'affaires, créateur de la Fondation Louis-Jeantet), Claude et Gabriel Jeantet (tous deux journalistes et condamnés après la Seconde Guerre mondiale pour faits de collaboration).
Lors de l'affaire Dreyfus, il adhère à la Ligue de la patrie française (antidreyfusarde), dont il intègre le comité. Il fait également partie des donateurs du « monument Henry », une souscription lancée par Marie-Anne de Bovet dans La Libre Parole pour aider la veuve du colonel Henry à assumer les frais de son action en justice contre Joseph Reinach. Proche de l'Action française, il accepte la présidence d'honneur du groupe des Camelots du roi de Saint-Lupicin (section du Haut-Jura de la ligue d'Action française) le 3 décembre 1911. Deux de ses fils, Claude et Gabriel, appartiennent à leur tour au mouvement maurrassien dans les années 1920 avant d'évoluer vers le fascisme.
Félix Jeantet meurt le 7 juin 1932 dans le 13e arrondissement de Paris, et, est inhumé à Saint-Lupicin.

## Œuvres
- Les Plastiques, 1 vol. (316 p.), Édition : Paris : G. Charpentier et Cie, 1887
- Le Jura français, In-8° obl., 8 p., fig., Édition : Paris : Syndicat général d'initiative "Le Jura français"
- La Nymphe d'Henner, In-16, 5 p., Stances lues, le 26 juin 1898, au banquet amical de l'Est, pour fêter la médaille d'honneur décernée par les artistes français à J.-J. Henner, Édition : Paris : A. Lemerre, 1899